# Horní Luby
Horní Luby, bis 1948 Horní Schönbach (deutsch Ober Schönbach, auch Oberschönbach) ist ein Ortsteil der Stadt Luby in Tschechien.

## Geographische Lage
Horní Luby erstreckt sich nördlich von Luby im Tal des Baches Lubinka.

## Geschichte

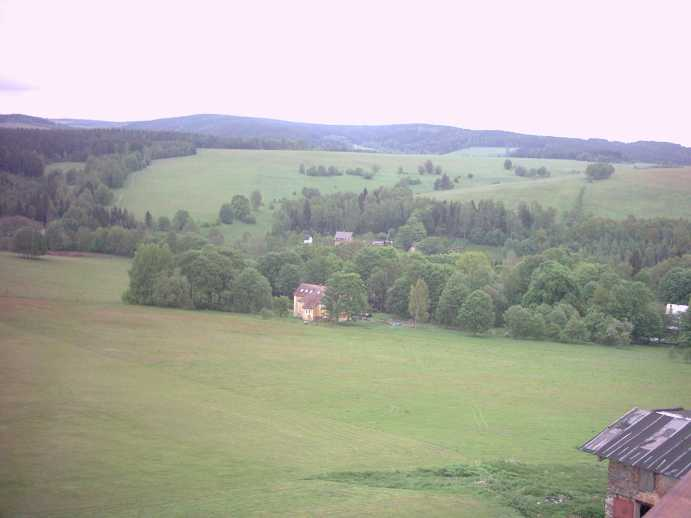
Ortsansicht

Viele Orte des Schönbacher Ländchens sind vom Kloster Waldsassen aus gegründet worden, die 1348 Rüdiger von Sparneck erwarb. Ab der Mitte des 19. Jahrhunderts gehörte der Ort zum Gerichtsbezirk Wildstein bzw. Bezirk Eger.
1939 hatte Ober Schönbach 386 Einwohner. Zwischen 1938 und 1945 war die Gemeinde Teil des deutschen Landkreises Eger. 1948 erfolgte die Umbenennung in Horní Luby. 1951 erfolgte die Eingemeindung nach Luby.

### Einwohnerentwicklung
| Jahr | Einwohnerzahl |
| ---- | ------------- |
| 1869 | 369           |
| 1880 | 390           |
| 1890 | 383           |
| 1900 | 374           |
| 1910 | 371           |

| Jahr | Einwohnerzahl |
| ---- | ------------- |
| 1921 | 374           |
| 1930 | 402           |
| 1950 | 0             |
| 1961 | 112           |
| 1970 | 62            |

| Jahr | Einwohnerzahl |
| ---- | ------------- |
| 1980 | 108           |
| 1991 | 91            |
| 2001 | 80            |
| 2011 | 35            |